# Skölsta
Skölsta – miejscowość (tätort) w Szwecji, w regionie administracyjnym (län) Uppsala, w gminie Uppsala.
Według danych Szwedzkiego Urzędu Statystycznego liczba ludności wyniosła: 368 (31 grudnia 2015), 526 (31 grudnia 2018) i 535 (31 grudnia 2019).